# Lycophotia clausa
Lycophotia clausa är en fjärilsart som beskrevs av Taco Hajo van Wisselingh 1962. Lycophotia clausa ingår i släktet Lycophotia och familjen nattflyn. Inga underarter finns listade i Catalogue of Life.